# Love is More Than a Word
Love is More Than a Word (en chino, 識汝不識丁; pinyin, Shiru bu Shiding) es una serie web china estrenada el 12 de septiembre de 2016 por Youku. La serie es dirigida por Cheng Peng y protagonizada por Jiang Zi-le y Yan Zi-dong. Se basa en la novela homónima escrita por Su Youbing en 2015. La historia se centra en la creciente relación entre Tao Mo, un magistrado ingenuo e inculto, y Gu She, un abogado brillante y sagaz. 

## Argumento
Tao Mo (Jiang Zi-le) es un joven analfabeto e inculto que queriendo hacer algo bueno en honor a su fallecido padre, compra un puesto como magistrado en el pequeño condado de Tanyang. Tanyang es bien conocido por albergar a numerosos abogados, incluyendo a dos de los mejores abogados del país, Lin Zheng Yong y Yi Chui. Tao Mo se enamora a primera vista de Gu She (Yan Zi-dong), uno de los discípulos de Yi Chui. Gu She es un joven abogado inteligente y educado, aunque arrogante y narcisista, e inicialmente no muestra ningún tipo de interés hacia Tao Mo. Sin embargo, la manera honesta de Tao Mo al juzgar y manejar los casos terminan llamando la atención de Gu She y gradualmente ambos hombres desarrollan una relación romántica.

## Reparto
- Jiang Zi-le como Tao Mo, el protagonista principal, un joven analfabeto y despistado pero de buen corazón. Se transforma en magistrado del pequeño condado de Tanyang tras comprar dicho puesto, esperando así convertirse en un hombre culto en honor a su fallecido padre, quien fue ejecutado injustamente tres años atrás. A pesar de su bajo nivel intelectual, destaca por su manera justa de juzgar a las personas.
- Yan Zi-dong como Gu She/Gu Xian-zhi, coprotagonista, un joven abogado inteligente y educado, aunque también arrogante, narcisista e introvertido. Conforme avanza la historia, se revela que en realidad es hijo del primer ministro y se estableció en Tanyang en un intento de huir de la corte imperial. También se revela que tiene un hermano gemelo, Lian Jian, quien fue ejecutado junto con el padre de Tao Mo tres años atrás, siendo el causante de la ejecución del primero.
- Lu Zhuo como Hao Guo-zi, sirviente y leal compañero de Tao Mo. Ávido e hiperactivo, tiene constantes enfrentamientos con Gu Xiajia puesto que sus personalidades chocan. Sin embargo, su relación mejora en el transcurso de la serie.
- Myron como Gu Xia-jia, sirviente y leal compañero de Gu She. Al igual que su amo, posee una actitud seria y reservada, constantemente pertubado por los intentos de Hao Guo-zi de meterse con él. Sin embargo, su relación mejora en el transcurso de la serie.
- Lee Tien-chu como Lao Tao, antiguo sirviente del padre de Tao Mo, un hombre de mediana edad sabio y atento. Tras la muerte de su señor, se dedica a servir lealmente al propio Tao Mo. Más adelante, se revela que en el pasado solía tener una posición importante en la corte imperial.
- Liao Jin-feng como Duanmu Hui-chun, un joven misterioso y enigmático que se presenta en la serie como un viejo amigo de Lao Tao. En realidad, también forma parte de la corte imperial.
- Zhang Hao-ran como Cui Jiong, el contador de Tanyang, un hombre astuto y ambicioso.
- Sun Qian como Chen Jing
- Jiang Long como Cai Feng-yuan
- Kong Chui-nan como Chen Wen, el emperador de China.

## Censura
La serie originalmente fue prevista para componerse de veintiocho episodios, los cuales fueron acortados a doce luego de que la Administración Nacional de Radio y Televisión de China (NRTA) prohibiera la transmisión de la misma, dejando tramas inconclusas y sin resolver. Love is More Than a Word no fue la primera serie de temática gay en sufrir la censura de las autoridades; la popular serie Addicted sufrió el mismo destino unos meses antes. En protesta, el director Cheng Peng incluyó en el último episodio una escena de boda entre los protagonistas, que originalmente estaba planeada para ser incluida luego del desenlace de la historia.